# Zé Maria (treinador)
José Maria de Oliveira, mais conhecido como Zé Maria (Botucatu, 28 de abril de 1947 – São Paulo, 15 de novembro de 2018), foi um ex-pugilista e ex-treinador de futebol brasileiro. Foi famoso como treinador do Sport Club Corinthians Paulista.

## Biografia

### Trajetória como boxeador
Aos 20 anos foi a academia de boxe do Lapeaninho para treinar, sua habilidade técnica sempre chamou a atenção de todos. Em 1974 conquistou o título brasileiro de boxe na categoria de meio médio (67 kg), nessa época ele treinava com o técnico argentino Kid Jofre, pai do famoso pugilista paulista Éder Jofre, na academia do São Paulo Futebol Clube, depois treinou e lutou por outras agremiações: BCN com o Ralph Zumbano e CET SET com o Waldemar Zumbano.
No boxe ele lutou contra os melhores boxeadores de sua época, Fernando Martins, Chiquinho de Jesus, entre outros e sempre saiu dos ringues sem marcas, sem cortes e sorrindo. Um boxeador debochado, mas que conquistou admiração e amizade de todos e fez história nos ringues na década de 70.

### Trajetória como treinador
Naturalmente por ter sido pugilista se tornaria treinador de boxe, mas Zé Maria sempre foi diferente e foi ser treinador de futebol a partir da década de 80. No ano de 1983, no comando técnico da equipe infantil da Portuguesa de Desportos foi campeão da Taça São Paulo. Em 1985, como técnico do juvenil do Corinthians foi campeão brasileiro, conquistando o título no Rio de Janeiro. No ano seguinte, 1986 foi campeão paulista contra o arquirrival São Paulo na partida final. Com a saída do técnico Basilio da equipe principal do Corinthians, o presidente Vicente Mateus e o dirigente João Bosco convenceram o Zé Maria a assumir o comando técnico do time principal do Corinthians. Ele aceitou e ficou 36 partidas invictas, já na 25ª retirou do arquirrival Palmeiras a Taça dos Invictos que está até hoje na galeria de troféus do Sport Club Corinthians Paulista.

## Morte
Zé Maria morreu logo após ser atingido na cabeça por um capacete de um motociclista, em uma briga de trânsito na cidade de São Paulo, em 15 de novembro de 2018.